# نیکلاس هاموند (تاریخ‌دان)
نیکلاس جفری لمپریر هاموند، CBE، DSO، FBA (به انگلیسی: Nicholas Geoffrey Lemprière Hammond) (۱۵ نوامبر ۱۹۰۷–۲۴ مارس ۲۰۰۱) تاریخ‌دان، جغرافی‌دان، کلاسیک نویس بریتانیایی و عامل اجرایی عملیات ویژه بریتانیا (SOE) در یونان اشغال شده در طول جنگ جهانی دوم بود.
هاموند به عنوان برجسته‌ترین کارشناس تاریخ مقدونیه باستان شناخته می‌شد. سه‌گانه‌ی او با عنوان "تاریخ مقدونیه" به عنوان "مشهورترین (و تا حدی غیرقابل جایگزین) اثر" در این زمینه توصیف شده است. علاوه بر این، او به دلیل پژوهش‌های دقیق خود در زمینه جغرافیا، توپوگرافی تاریخی و تاریخ اپیروس باستان نیز مورد تقدیر قرار گرفته است.

## زندگی‌نامه و نوشتارهایش
نیکولاس هاموند در ۱۵ نوامبر ۱۹۰۷ در شهر ایر، اسکاتلند، در خانواده‌ی جیمز واواسور هاموند، یک کشیش اسقفی، و دوروتی مِی متولد شد. او در کالج فتس و سپس در کالج گونویل و کیئس دانشگاه کمبریج به تحصیل در رشته‌ی مطالعات کلاسیک پرداخت.
در سال ۱۹۲۹، در حالی که هنوز دانشجو بود، کاوش‌های شخصی خود را در تمامی محوطه‌های باستانی اپیروس آغاز کرد. او در امتحاناتش عملکرد درخشانی داشت و تعطیلات خود را صرف کاوش در یونان، به‌ویژه پیاده‌روی در آن مناطق، کرد که به او شناخت عمیقی از توپوگرافی و زمین‌های آنجا بخشید. هاموند مدتی را نیز در جنوب آلبانی (اپیروس شمالی) سپری کرد و در آنجا زبان آلبانیایی را آموخت.
این توانایی‌ها باعث شد که در سال ۱۹۴۰، در طول جنگ جهانی دوم، به استخدام سازمان عملیات ویژه (SOE) درآید. فعالیت‌های او شامل مأموریت‌های خطرناک خرابکاری در یونان، به‌ویژه در جزیره‌ی کرت، بود. به‌عنوان یک افسر، در سال ۱۹۴۴ فرماندهی مأموریت نظامی متفقین در میان نیروهای مقاومت یونان در تسالی و مقدونیه را بر عهده داشت و در این مدت شناخت عمیقی از این مناطق به دست آورد.
او در سال ۱۹۸۳ خاطرات خود از دوران جنگ را تحت عنوان "ماجراجویی در یونان" منتشر کرد. همچنین، به پاس خدماتش نشان "نشان خدمات برجسته" و "نشان ققنوس یونان" را دریافت کرد.
در دوره‌ی پس از جنگ، هاموند به دنیای دانشگاهی بازگشت و به عنوان مدرس ارشد در کالج کلر، کمبریج مشغول به کار شد. در سال ۱۹۵۴، او به سمت مدیر کالج کلیفتون در بریستول منصوب شد و در سال ۱۹۶۲، کرسی استادی "هنری اورتون ویلز" در رشته‌ی مطالعات یونانی را در دانشگاه بریستول به دست آورد، سمتی که تا زمان بازنشستگی‌اش در سال ۱۹۷۳ در اختیار داشت.
او در سال ۱۹۶۸ به عنوان عضو آکادمی بریتانیا انتخاب شد و در سال ۱۹۸۸ به عضویت افتخاری مرکز مطالعات جدید تاریخ، فلسفه و مسائل اجتماعی در کلرمون-فران پذیرفته شد.
تحقیقات علمی او عمدتاً بر تاریخ مقدونیه‌ی باستان و اپیروس باستان متمرکز بود و او به عنوان برجسته‌ترین کارشناس در زمینه‌ی مقدونیه شناخته می‌شد. همچنین، وی به عنوان ویراستار و نویسنده در چندین جلد از مجموعه‌ی "تاریخ باستان کمبریج" و ویرایش دوم "واژه‌نامه‌ی کلاسیک آکسفورد" مشارکت داشت. هاموند به‌ویژه به خاطر آثارش درباره‌ی اسکندر مقدونی شناخته می‌شد و پیش از کشفیات باستان‌شناسی، نظریه‌ی ارتباط ورجینا با آیگای، شهر سلطنتی مقدونیه‌ی باستان، را مطرح کرده بود.
در سال‌های پایانی عمرش، هاموند در جریان اختلاف بر سر نام مقدونیه از یونان حمایت کرد.
در ۲۴ مارس ۲۰۰۱، هنگام حضور در یک کنسرت در کالج جیزز، کمبریج، هاموند دچار ضعف شد و در سن ۹۳ سالگی درگذشت.

## آثار

### کتاب‌ها
- Sir John Edwin Sandys, 1844-1922 (1932)
- A History of Greece to 322 B.C. (1959)
- Epirus: the Geography, the Ancient Remains, the History and Topography of Epirus and Adjacent Areas (1967)
- Oxford Classical Dictionary (1970) (second edition, co-edited with H. H. Scullard)
- A History of Macedonia, Volume I: Historical geography and prehistory (1972)
- The Classical Age of Greece (1975)
- Migrations and Invasions in Greece and Adjacent Areas (1976)
- A History of Macedonia, Volume II: 550-336 B.C. (1979)
- Alexander the Great: King, Commander, and Statesman (1980)
- ed. Atlas of the Greek and Roman World in Antiquity (1981)
- Venture Into Greece: With the Guerrillas, 1943-44 (1983)
- Three Historians of Alexander the Great: The so-called Vulgate authors, Diodorus, Justin, and Curtius (1983)
- A History of Macedonia, Volume III: 336-167 B.C. (1988)
- The Macedonian State: Origins, Institutions, and History (1989)
- The Miracle that was Macedonia (1991)
- The Allied Military Mission and the Resistance in West Macedonia (1993)
- Sources for Alexander the Great: An Analysis of Plutarch's 'Life' and Arrian's 'Anabasis Alexandrou' (1993)
- Philip of Macedon (1994)
- The Genius of Alexander the Great (1997)
- Poetics of Aristotle: Rearranged, Abridged and Translated for Better Understanding by the General Reader (2001)

### مجموعه‌ها
- Collected Studies, Volume I (1993)
- Collected Studies, Volume II: Studies concerning Epirus and Macedonia before Alexander (1993)
- Collected Studies, Volume III: Alexander and his successors in Macedonia (1994)
- Collected Studies, Volume IV: Further studies on various topics (1997)